# Motey-Besuche
Motey-Besuche ist eine Gemeinde im französischen Département Haute-Saône in der Region Bourgogne-Franche-Comté.

## Geographie
Motey-Besuche liegt auf einer Höhe von 220 m über dem Meeresspiegel, acht Kilometer östlich von Pesmes und etwa 28 Kilometer westnordwestlich der Stadt Besançon (Luftlinie). Das Dorf erstreckt sich im Süden des Départements, auf einem Plateau leicht erhöht nördlich der Talebene des Ognon.
Die Fläche des 6,21 km² großen Gemeindegebiets umfasst einen Abschnitt der leicht gewellten Landschaft zwischen den Talebenen von Ognon im Süden und Saône im Norden. Der zentrale Teil des Gebietes wird vom Plateau von Motey-Besuche eingenommen, das durchschnittlich auf 220 m liegt. Es wird landwirtschaftlich genutzt und wird durch den Ruisseau de Montagney nach Süden zum Ognon entwässert. Im Osten wird die Mulde von der Anhöhe des Bois du Bège (bis 260 m) begrenzt. Nach Nordwesten erstreckt sich der Gemeindeboden über einen sanft ansteigenden Hang auf einen breiten Höhenrücken, der aus tertiären Sedimenten aufgebaut ist. Mit 298 m wird hier die höchste Erhebung von Motey-Besuche erreicht. Auch ein bedeutender Anteil der Waldung Bois de Riand jenseits dieser Höhe gehört zur Gemeinde.
Nachbargemeinden von Motey-Besuche sind Valay und Chancey im Norden, Hugier im Osten sowie Montagney im Süden und Westen.

## Geschichte
Der Ursprung der Gemeinde geht auf ein Kloster namens Besua usque zurück, das vermutlich im 7. Jahrhundert gegründet wurde. Der heutige Gemeindename Motey-Besuche entstand aus dem altfranzösischen Wort mostier (Kloster) und dem Klosternamen. Im Mittelalter gehörte Motey-Besuche zur Freigrafschaft Burgund und darin zum Gebiet des Bailliage d’Amont. Die lokale Herrschaft hatten die Herren von Choye inne. Das Kloster wurde im 17. Jahrhundert aufgegeben. Zusammen mit der Franche-Comté gelangte das Dorf mit dem Frieden von Nimwegen 1678 definitiv an Frankreich. Heute ist Motey-Besuche Mitglied des 18 Ortschaften umfassenden Gemeindeverbandes Communauté de communes du Val de Pesmes.

## Sehenswürdigkeiten

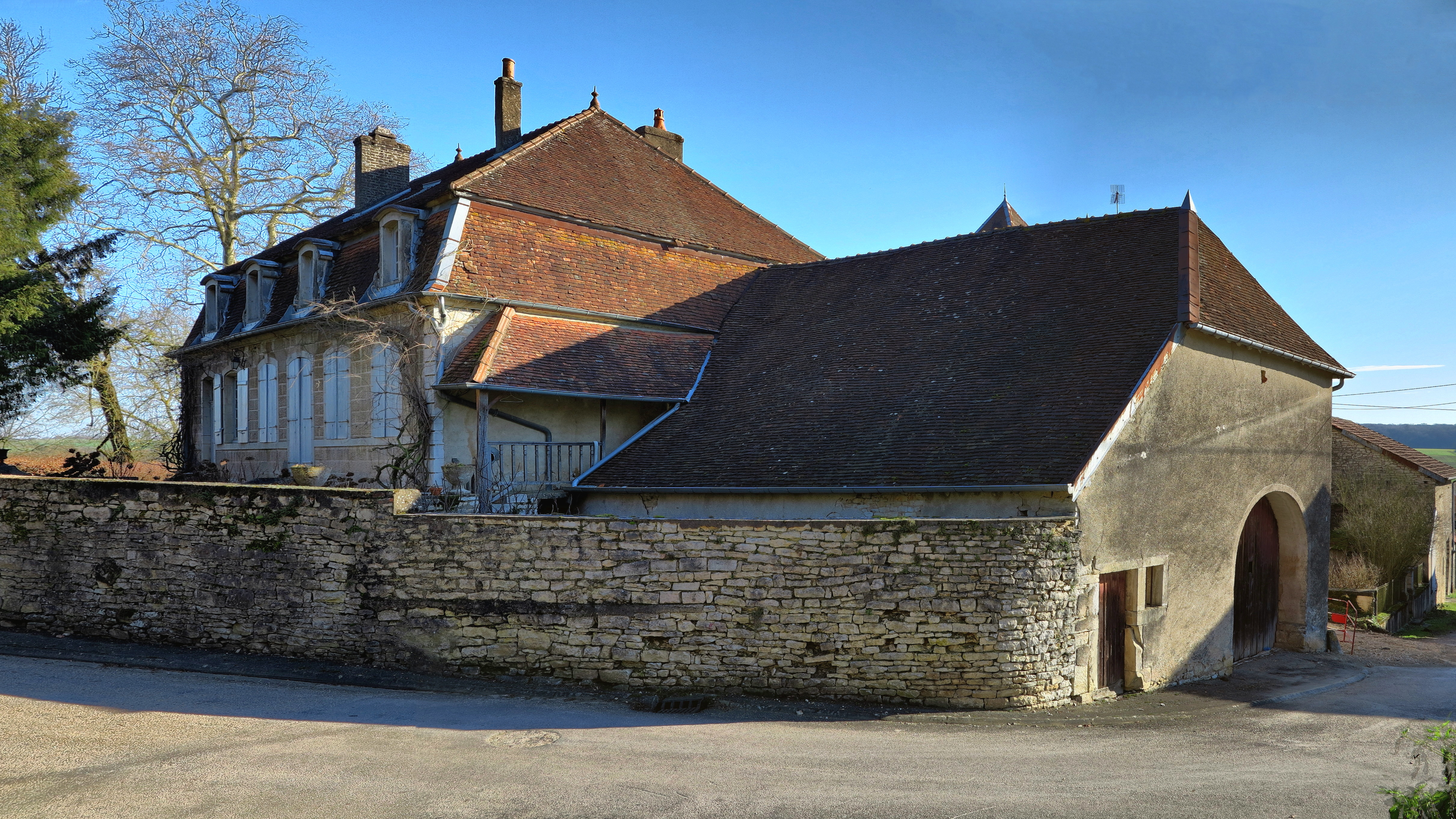
Haus in Motey-Besuche (Monument historique)

Die Dorfkirche von Motey-Besuche wurde im 18. Jahrhundert neu erbaut. Östlich des Dorfes auf freiem Feld steht die Kapelle mit einem romanischen Portal. Sie bildet den einzigen erhaltenen Bauteil des Klosters Besuche. Zu den weiteren Sehenswürdigkeiten zählen das Schloss (16. Jahrhundert) und verschiedene Häuser aus dem 17. bis 19. Jahrhundert, die den traditionellen Stil der Haute-Saône zeigen.

## Bevölkerung
| Jahr                       | 1962 | 1968 | 1975 | 1982 | 1990 | 1999 |
| Einwohner                  | 113  | 118  | 99   | 84   | 79   | 85   |
| Quellen: Cassini und INSEE |      |      |      |      |      |      |

Mit 92 Einwohnern (1. Januar 2022) gehört Motey-Besuche zu den kleinsten Gemeinden des Département Haute-Saône. Nachdem die Einwohnerzahl in der ersten Hälfte des 20. Jahrhunderts deutlich abgenommen hatte (1886 wurden noch 223 Personen gezählt), wurden seit Beginn der 1980er Jahre nur noch geringe Schwankungen verzeichnet.

## Wirtschaft und Infrastruktur
Motey-Besuche war bis weit ins 20. Jahrhundert hinein ein vorwiegend durch die Landwirtschaft (Ackerbau, Obstbau, Weinbau und Viehzucht) geprägtes Dorf. Außerhalb des primären Sektors gibt es nur wenige Arbeitsplätze im Dorf. Einige Erwerbstätige sind auch Wegpendler, die in den größeren Ortschaften der Umgebung ihrer Arbeit nachgehen.
Der Ort liegt abseits der größeren Durchgangsachsen an einer Departementsstraße, die von Chancey nach Montagney führt. Eine weitere Straßenverbindung besteht mit Sornay.